# Dikhukhung
Dikhukhung is een dorp in het district Southern in Botswana. De plaats telt 279 inwoners (2011).